# Kościół św. Kaliksta w Rzymie
Kościół św. Kaliksta w Rzymie (wł. Chiesa di San Callisto) – rzymskokatolicki kościół tytularny w Rzymie.
Świątynia ta jest kościołem rektoralnym parafii Najświętszej Maryi Panny na Zatybrzu oraz kościołem tytularnym.

## Lokalizacja
Kościół znajduje się w XIII Rione Rzymu – Zatybrze (Trastevere) przy Piazza di San Calisto 16.

## Patron
Patronem świątyni jest św. Kalikst I – papież w latach 217-222. Relikwie św. Kaliksta są przechowywane nie w tym kościele, lecz w pobliskiej bazylice Najświętszej Maryi Panny na Zatybrzu.

## Historia
W 741 roku papież Grzegorz IV zlecił przebudowę zniszczonego dawnego kościoła (lub kaplicy) stojącego w domniemanym miejscu domu i męczeństwa papieża św. Kaliksta I. Kościół został odrestaurowany lub przebudowany w XII wieku oraz ponownie w 1455 roku przez papieża Kaliksta III.
Obecny wygląd kościoła jest efektem jego renowacji w 1610 roku według projektu Orazio Torriani. Papież Pius IX nakazał odrestaurowanie kościoła w 1851 roku.
W wyniku Traktatów laterańskich z 1929 roku kościół św. Kaliksta oraz sąsiadujący z nim dawny klasztor z ogrodem stały się eksterytorialną własnością Stolicy Apostolskiej.
Kościół został ponownie odrestaurowany w 1936 roku.

## Architektura i sztuka
Na dziedzińcu kościoła znajduje się cembrowina studni, w której miano utopić św. Kaliksta
Kościół jest jednonawowy z prostokątną apsydą i dwiema kaplicami bocznymi.
Fasada została zaprojektowana przez Orazio Torriani podczas XVII-wiecznej przebudowy, jest ona dwukondygnacyjna.
Ołtarz główny przedstawia Matkę Bożą adorowaną przez św. Kaliksta i innych świętych, jest to dzieło Avanzino Nucciego.
W lewej kaplicy bocznej znajduje się przedstawienie męczeństwa św. Kaliksta wrzucanego do studni, dzieło Giovanniego Biliverta.
Prawa kaplica boczna poświęcona jest św. Maurowi, uczniowi św. Benedykta. Dzieło Pier Leone Ghezi przedstawiające św. Maura jest podtrzymywane przez dwa anioły, będące rzekomo dziełem Giovanni Lorenzo Berniniego z 1657 roku.

## Kardynałowie prezbiterzy
Kościół św. Kaliksta jest jednym z kościołów tytularnych nadawanych kardynałom-prezbiterom (Titulus Sancti Calixti). Tytuł ten został po raz pierwszy ustanowiony przez antypapieża Feliksa V, który w 1440 nadał go mianowanemu przez siebie kardynałowi Juanowi de Segovia. Jednakże po abdykacji Feliksa V papież Mikołaj V nie potwierdził nadania kościołowi św. Kaliksta rangi kościoła tytularnego. Uczynił to dopiero papież Leon X 6 lipca 1517 roku.
- Francesco Armellini Pantalassi de’ Medici (1517-1523)
- vacat (1523-1531)
- Alfonso Manrique de Lara y Solís (1531-1532)
- vacat (1532-1537)
- Jacopo Sadoleto (1537–1545)
- vacat (1545-1552)
- Sebastiano Antonio Pighini (1552-1554)
- Pietro Tagliavia d’Aragonia (1555-1558)
- Ludovico Madruzzo (1561–1562)
- Innocenzo Ciocchi del Monte (1562-1564)
- Angelo Nicolini (1565-1567)
- Gianpaolo Della Chiesa (pro illa vice 1568-1570; 1570)
- Marco Antonio Maffei (1570-1583)
- vacat (1583-1608)
- Lanfranco Margotti (1608-1610)
- François de La Rochefoucauld (1610–1645)
- Tiberio Cenci (1645–1653)
- Prospero Caffarelli (1654–1659)
- Vincenzo Costaguti (1660)
- Pietro Vidoni (1661–1673)
- Fabrizio Spada (1676–1689)
- Nicolò Acciaioli (1689–1693)
- Toussaint de Forbin Janson (1693–1713)
- Gianantonio Davia (1713–1725)
- Prospero Marefoschi (1725–1728)
- Leandro di Porzia OSB (1728–1740)
- Henri-Osvald de la Tour d’Auvergne de Bouillon (1740–1747)
- Silvio Valenti Gonzaga (1747–1753)
- Fortunato Tamburini OSB (1753–1761)
- vacat (1761-1767)
- Urbano Paracciani Rutili (1767–1777)
- Tommaso Maria Ghilini (1778–1783)
- Luigi Barnabà Niccolò Maria Chiaramonti OSB (1785–1800)
- Carlo Giuseppe Filippa della Martiniana (1800–1802)
- Antonio Despuig y Dameto (1803–1813)
- Domenico Spinucci (1816–1823)
- Bartolomeo Alberto Cappellari OSBCam (1826–1831)
- Luigi Lambruschini B (1831–1842)
- Luigi Vannicelli Casoni (1842–1847)
- vacat (1847-1851)
- Thomas-Marie-Joseph Gousset (1851–1866)
- Jean Baptiste François Pitra OSB (1867–1879)
- Gustav Adolf von Hohenlohe-Schillingsfürst (1884–1895)
- Isidoro Verga (1896–1896)
- Agostino Ciasca OSA (1899–1902)
- Carlo Nocella (1903–1908)
- Antonio Vico (1911–1915)
- Alessio Ascalesi CPpS (1916–1952)
- Marcello Mimmi (1953–1958)
- Alfonso Castaldo (1958–1966)
- Corrado Ursi (1967–2003)
- vacat (2003-2012)
- Willem Jacobus Eijk (2012–nadal)